# Ascotis leucopterata
Ascotis leucopterata är en fjärilsart som beskrevs av Gustave Arthur Poujade 1891. Ascotis leucopterata ingår i släktet Ascotis och familjen mätare. Inga underarter finns listade i Catalogue of Life.